# 八戸市立三条小学校
八戸市立三条小学校（はちのへしりつ さんじょうしょうがっこう）は、青森県八戸市尻内町にある公立小学校。

## 概要
- 本校は、八戸駅北側の尻内町地区にある。
- 主な進学先は、三条中学校。

## 沿革
- 1876年（明治9年）6月 - 三条目・花崎・根市の各尋常小学校設立（この年が創立年となっている）。
- 1895年（明治28年）6月1日 - 花崎・根市・尻内の各尋常小学校を統合し、三条尋常小学校設立。
- 1897年（明治30年）6月24日 - 高等小学校を併置し、三条尋常高等小学校と改称。
- 1912年（大正元年）9月 - 笹の沢・大仏の両分教場設置。
- 1922年（大正11年）4月 - 笹の沢・大仏の両分教場廃止。
- 1933年（昭和8年） - 校歌制定。
- 1941年（昭和16年）4月1日 - 国民学校令により、三条国民学校に改称。
- 1947年（昭和22年）4月1日 - 学校教育法（旧法）施行により、上長苗代村立三条小学校に改称。同日から三条中学校を併置し、高等科生を中学校に移籍。
- 1953年（昭和28年）1月20日 - 三条中学校の独立校舎新築移転。
- 1955年（昭和30年）4月1日 - 上長苗代村が八戸市に合併された事により、八戸市立三条小学校に改称。
- 1965年（昭和40年）6月 - 体育館改築。
- 1971年（昭和46年）
  - 3月 - 2級防音鉄筋校舎完成。
  - 4月 - 難聴学級設置。
- 1976年（昭和51年）6月 - 創立100周年記念式典挙行。中庭に動輪設置。
- 1986年（昭和61年）4月1日 - 児童数増加により、西園小学校が開校し、約半数（501名）の児童が西園小学校へ転籍する。
- 1987年（昭和62年）10月 - 体育館改修工事完了。
- 1990年（平成2年） - 「昭和の花…」を「世界の花…」に書き換える校歌改定[1]。
- 1996年（平成8年）11月 - 創立120周年記念式典挙行。
- 2003年（平成15年）2月 - 防音機能復旧工事完了。
- 2005年（平成17年）
  - 4月 - 情緒障害学級設置。
  - 10月 - 校舎棟外壁工事完成。
- 2006年（平成18年）
  - 4月 - 腕木式信号機設置。
  - 11月 - 創立130周年記念式典挙行。
- 2011年（平成23年）3月 - 体育館及び校舎棟耐震工事完成。
- 2015年（平成27年）
  - 2月 - 屋上改修工事完了。
  - 3月 - 体育館天井補強工事完了。
- 2016年（平成28年）11月28日 - 創立140周年記念式典挙行。

## 学区
- 八戸市の旧上長苗代村域。

## アクセス
- 南部バス「三条目」バス停より、
  - 八戸駅・聖ウルスラ学園方面のりばから、徒歩約240m・約4分。
  - 中心街・ラピア方面のりばから、徒歩約265m・約4分。
- JR東日本・青い森鉄道八戸駅（西口）から、徒歩約550m・約9分（「シンボルロード」経由の最短ルート移動した場合）。

## 周辺
- 三条仲良しクラブ - 同一建物内
- 浅水川
- 下長地区市民センター
- 八戸農業協同組合（JA八戸）本店
- 八ツ手観音
- 天理教小南部分教会
- JR東日本・青い森鉄道八戸駅
- 八戸市立三条中学校 - 浅水川をはさんだ対岸側
- 青森県立八戸西高等学校 - 同上
- 三条簡易郵便局

## 参考資料
- 『青森県教育史 別巻』（青森県教育委員会・1973年12月20日発行）724頁「学校沿革 小学校 三条小学校」